# Argés
Argés – gmina w Hiszpanii, w prowincji Toledo, w Kastylii-La Mancha, o powierzchni 23,74 km². W 2011 roku gmina liczyła 5712 mieszkańców.